# Harriet Beecher Stowe
Harriet Elisabeth Stowe z domu Beecher (ur. 14 czerwca 1811 w Litchfield w stanie Connecticut, zm. 1 lipca 1896 w Hartford) – amerykańska pisarka i działaczka społeczna, znana głównie z napisania sentymentalnej powieści Chata wuja Toma, opisującej czarnoskórych niewolników zamieszkujących amerykańskie Południe. Pisała także powieści historyczne oraz powieści obyczajowe, których akcja toczy się zwykle w Nowej Anglii.

## Życiorys
Uczyła się, a później sama nauczała w szkole swej siostry w Hartford (Connecticut). Od 1832 pracowała jako nauczycielka w Cincinnati. Zamieszczała w lokalnej prasie opowiadania i szkice. Obserwowanie w Kentucky życia niewolników i nastroje abolicjonistyczne w seminarium wywarły na nią znaczny wpływ. W 1850 przeprowadziła się do Maine, gdzie napisała Chatę wuja Toma, powieść o losach szlachetnego i bohaterskiego murzyńskiego niewolnika, wuja Toma, która przyczyniła się do wzrostu idei abolicjonistycznych w Stanach Zjednoczonych oraz pośrednio do wybuchu wojny secesyjnej. Początkowo publikowana była od 5 czerwca 1851 w odcinkach w czasopiśmie "National Era", w następnym roku doczekała się wydania książkowego w Bostonie. W rok po jej wydaniu sprzedano 300 000 egzemplarzy. Przetłumaczono ją na 25 języków. Ataki na wiarygodność książki skłoniły Harriet Beecher Stowe do opublikowania Klucza do chaty wuja Toma, zawierającego dokumenty i świadectwa przeciw niewolnictwu. Chatę wuja Toma zaadaptował z powodzeniem na sztukę teatralną George Aiken. Autorka aż do późnej starości pisała eseje, studia społeczne oraz powieści. Brała udział w akcji ukrywania zbiegłych niewolników i przerzucania ich na Północ, walczyła również o prawo wyborcze dla kobiet oraz była zaangażowana w walkę z alkoholizmem.

## Rodzina
Jej ojcem był kongregacjonalistyczny pastor Lyman Beecher. W 1836 poślubiła Calvina Ellisa Stowe'a, pastora i profesora w teologicznym seminarium jej ojca. Pastorami byli również jej bracia oraz synowie.

## Twórczość
- Uncle Tom's Cabin (pol.Chata wuja Toma) (1851)
- A Key to Uncle Tom's Cabin (pol. Klucz do chaty wuja Toma) (1853)
- Dred, A Tale of the Great Dismal Swamp (1856)
- The Minister's Wooing (1859)
- The Pearl of Orr's Island (1862)
- As „Christopher Crowfield”
  - House and Home Papers (1865)
  - Little Foxes (1866)
  - The Chimney Corner (1868)
- Old Town Folks (1869)
- The Ghost in the Cap'n Brown (1870)
- Lady Byron Vindicated (1870)
- My Wife and I (1871)
- Pink and White Tyranny (1871)
- We and Our Neighbors (1875)
- Poganuc People (1878)